# Alles Liebe
Alles Liebe ist ein deutscher Fernsehfilm von Kai Wessel aus dem Jahr 2010.

## Handlung
Irma Bergner ist Witwe und ihr 65. Geburtstag steht an. Ihre drei erwachsenen Kinder könnten kaum unterschiedlicher sein. Ihre älteste Tochter Kathrin ist erfolgreiche Geschäftsfrau, „Nettchen“ eine alleinerziehende Mutter und Sohn Laurenz ein Medizinstudent, der statt zu studieren sich lieber mit seiner Freundin Helen vergnügt. Obwohl ihr Verhältnis zur Mutter nicht das beste ist, wollen sie Irma zu ihrem 65. etwas Besonderes schenken. Sie beschließen, Irmas Geburtstag gemeinsam in einem alten Ferienhaus am See zu verbringen, wo sie – wie sie glauben – einst glückliche Familienurlaube mit dem Vater verbrachten. Irma, die eher mit einer Reise nach Las Vegas gerechnet hat, ist alles andere als begeistert, als sie mit verbundenen Augen zum Haus am See gebracht wird. Es hat ihr dort noch nie gefallen. Auch die eingeladenen Überraschungsgäste trüben die Stimmung, wie Irmas alte Freundin Heidrun, mit der Irma seit Langem zerstritten ist.
Nettchens 13-jährige Tochter Louisa sorgt kurzzeitig für Aufregung, als sie zu einem fremden Mann ins Auto steigt und mit ihm davonfährt. Laurenz sollte auf sie aufpassen, ließ sich aber durch ein Schäferstündchen mit Helen ablenken. Die Polizei wird verständigt, worauf Louisa plötzlich wieder da ist. Sie war mit Baptiste, dem dänischen Freund von Nettchen, ins Dorf gefahren, um ein Geburtstagsgeschenk für ihre Großmutter zu kaufen. Es ist jedoch nicht ihre Mutter Nettchen, die ihr eine Standpauke hält, sondern Kathrin. Louisa solle in Zukunft Zettel schreiben und keinesfalls in das Auto eines Fremden steigen.
Als auf Irmas Geburtstag endlich angestoßen werden soll, kommt Helen in Unterwäsche die Treppe hinunter. Laurenz stellt sie den Anwesenden vor, worauf die Jüngeren schwimmen gehen wollen. Kathrin beharrt jedoch darauf, dass ihr Nettchen und Laurenz bei den Vorbereitungen für die eigentliche Feier helfen. Unterdessen entdeckt Louisa auf dem Laptop ihrer Großmutter ein Tagebuch, das sie veranlasst zu glauben, Irma sei schwer krank und habe nicht mehr lange zu leben. Sie ist daher im Gegensatz zu den anderen tatsächlich bestrebt, Irma eine Freude zu bereiten. Als Baptiste und Helen einen Fisch backen wollen, der Fisch jedoch im Ofen verbrennt, wird die Feier kurzerhand in eine Gastwirtschaft verlegt. Während sich Baptiste und Helen ein Hotelzimmer nehmen, um die Nacht miteinander zu verbringen, machen sich Kathrin, Nettchen und Irma beim gemeinsamen Abendessen gegenseitig Vorwürfe. Kathrin sei zu sehr auf ihre Karriere fixiert, weshalb sie keine Kinder habe. Nettchen kümmere sich nur um ihr Äußeres statt um ihre Tochter und Irmas Ehe sei nicht glücklich gewesen.
Zurück im Ferienhaus erzählt Louisa ihrer Tante, dass Irma schwer krank sei. Besorgt geht Kathrin zu ihrer Mutter, die mit einer Decke, die sie von Heidrun geschenkt bekommen hat, allein vor dem Kamin sitzt. Wie sich herausstellt, hat Irma ihren Laptop noch nie benutzt. Sie hatte ihn als gebrauchtes Gerät gekauft und das Tagebuch war von der ursprünglichen Besitzerin geschrieben worden. Kathrin fällt Irma erleichtert in die Arme und sie sprechen sich aus. Später sitzen Irma und ihre Kinder gemeinsam in der Küche. Irma möchte das Haus verkaufen und nach Kapstadt übersiedeln. Ehe sie zu Bett geht, sagt sie ihren Kindern, dass sie sie trotz allem liebe. Als das Haus plötzlich unter Wasser steht und Irma von ihren Kindern zu Hilfe gerufen wird, kommt Irma noch einmal zurück und meint, es wäre nicht so schlimm. Am nächsten Tag gehen sie gemeinsam an den See und machen Familienfotos.

## Hintergrund
Die Dreharbeiten fanden vom 30. Juni bis 29. Juli 2009 in München und in Eching am Ammersee statt.
Alles Liebe wurde am 26. Juni 2010 auf dem Filmfest München uraufgeführt. Am 1. September 2010 wurde die Tragikomödie erstmals im deutschen Fernsehen von der ARD ausgestrahlt. Die Einschaltquote lag bei 4,72 Millionen Zuschauern und entsprach einem Marktanteil von 16,3 %.

## Kritiken
„Was alles passieren kann, wenn die Mutter 65 wird, zeigt Regisseur Kai Wessels gekonnt inszenierte Tragikömödie über den ganz normalen familiären Wahnsinn“, befand Prisma. Vor allem Hannelore Elsner lege dar, „warum sie nach wie vor zu Deutschlands besten Darstellerinnen zählt“. Für TV Spielfilm war Alles Liebe ein „mitreißender Film um verdrängte Wünsche und bewahrte Lebensträume“, der „präzise beobachtet und mit viel bitterem Sarkasmus garniert“ sei. Das Fazit lautete: „Lebensklug, vergnüglich und klasse gespielt“.
Klaudia Wick von der Berliner Zeitung zufolge bringe der Film „mit viel Feingefühl für menschliche Schwächen und erzählerische Zwischentöne die modernen Lebensmodelle unserer Gesellschaft zusammen“. Karoline Eichhorn beeindrucke „in ihrer Rolle der Erstgeborenen, die immer dem Vater imponieren wollte und ihre Mutter seit Langem für deren Mütterlichkeit verachtet“. Des Weiteren lobte Wick die „unaufdringliche, aber doch ambitionierte Inszenierung“ des Regisseurs sowie „Judith Kaufmanns kongeniale Kameraarbeit“, die mit „den lebensklugen Dialogen von Beate Langmaack ein Stück wahres Leben“ aus dem Film gemacht hätten. Das künstlich und gleichzeitig realistisch wirkende „Kammerspiel“ zähle „zum Besten, was das Fernsehjahr 2010 […] zu bieten hatte“, allein schon weil Alles Liebe auf die seinerzeit „so üblichen Überdramatisierungen konsequent“ verzichtet und stattdessen auf „präzise Alltagsbeobachtungen“ gesetzt habe.
Rainer Tittelbach von tittelbach.tv bezeichnete den Film als „Meisterstück des Genres“. Er sei „angenehm leicht und luftig inszeniert und mit So-ist-nun-mal-das-Leben-Zittermusik stimmig unterlegt“. Auch lobte Tittelbach Kamerafrau Judith Kaufmann, „die mit mal langen Einstellungen, mal mit atmosphärisch gestalteten Bildkompositionen zur realistischen Dichte des Films beiträgt“. Die Darsteller seien durchweg überzeugend und Karoline Eichhorn beweise „einmal mehr, dass sie eine der Besten ihrer Generation ist“.